# Ebaeides pilosicornis
Ebaeides pilosicornis là một loài bọ cánh cứng trong họ Cerambycidae.